# Chamblon
Chamblon – miejscowość i gmina (commune) w zachodniej Szwajcarii, w kantonie Vaud, w okręgu (district) Jura-Nord vaudois. Leży nad rzeką Orbe. 

## Demografia
W Chamblon mieszka 560 osób. W 2021 roku 12,7% populacji gminy stanowiły osoby urodzone poza Szwajcarią.